# Solanum phureja
Espèce

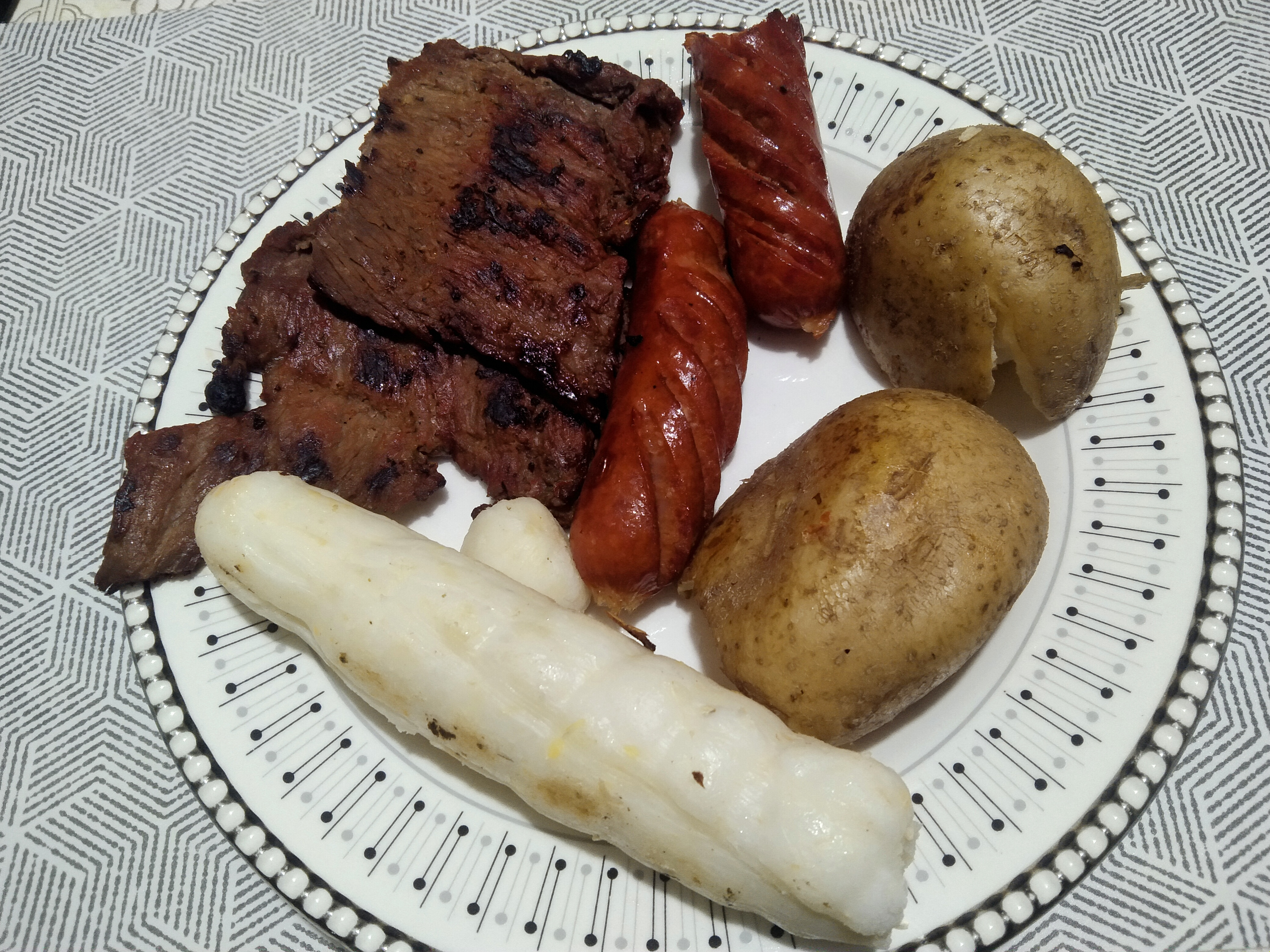

Solanum phureja est une espèce de plante herbacée et tubéreuse de la famille des Solanaceae originaire d'Amérique du Sud. C'est une espèce de pomme de terre diploïde, cultivée dans les vallées montagneuses de la cordillère des Andes.
Elle se distingue des autres espèces de pommes de terre cultivées par l'absence de dormance des tubercules (c'est-à-dire que le tubercule commence immédiatement sa croissance dès qu'il est formé, sans période de repos ou dormance). Cette caractéristique explique que les variétés de Solanum phureja puissent être replantées immédiatement dans les zones de climat doux où la culture est possible tout au long de l'année,,.

## Description et utilisation
C'est une petite pomme de terre (2 à 6 cm de diamètre), à la peau et la chair ocre jaune, comme un jaune d'œuf. Elle est très consommée en Colombie sous le nom de papa criolla (pomme de terre créole). C'est un ingrédient indispensable à la préparation d'une soupe traditionnelle de la région andine orientale de Colombie connue sous le nom d'ajiaco. Elle est également utilisée frite pour accompagner la fritanga colombienne (fritures variées) dans les lieux connus en Colombie comme piqueteaderos, terme dérivé de piquete, synonyme de réunion amicale de personnes partageant un repas rustique à la campagne.
Solanum phureja a été utilisée dans un programme d'hybridation et de sélection menée par l'université de Guelph (Canada) qui a abouti à la création en 1980 de la variété 'Yukon Gold' en lui apportant la couleur jaune de la chair.